# 楊時暢
楊時暢（1446年—1506年），字知休，號息斋，陝西西安府咸寧縣（今屬西安市）人，明朝政治人物。同進士出身。

## 生平
早年出身國子生，成化四年（1468年）中式戊子科陝西鄉試第十三名舉人。成化十四年（1478年）戊戌科進士。改翰林院庶吉士，十六年十二月授检讨，二十一年丁父憂歸。弘治元年（1488年）以纂修实录召赴京，九月復除原职，四年八月升修撰，九年四月升右赞善，丁憂。服闋，十三年六月復除原职，十五年十二月升左谕德，十六年三月官至翰林院侍講學士。正德改元，以東宮講讀恩，陞太常寺少卿，仍兼侍講學士，尋卒。著有《息斋文集》。

## 家族
曾祖父楊惟敬，贈侍郎加尚書。祖父楊森，贈編脩歷尚書。父楊鼎，曾任太子少保戶部尚書。母李氏，封夫人。具慶下。兄楊時敷（贡士，旌表孝子）、楊時達（國子生）、楊時舒、楊時新。